# Tracewicze
Tracewicze (biał. Трацавічы, ros. Трацевичи) – wieś na Białorusi, w rejonie baranowickim obwodu brzeskiego, nad rzeką Serwecz, około 27 km na północ od Baranowicz. 

## Historia
W pierwszej połowie XIX wieku i prawdopodobnie wcześniej ten drobny majątek należał do rodziny Rymszów herbu Gozdawa. W II połowie XIX wieku przeszedł na własność Franciszka Przygodzkiego, po którym odziedziczyła go jego córka Maria, a ostatnim właścicielem przed 1939 rokiem był jej syn, Witold Bronowski.
Przed rozbiorami Tracewicze, będąc wsią szlachecką, leżały w powiecie nowogródzkim województwa nowogródzkiego Rzeczypospolitej. Po II rozbiorze Polski znalazły się na terenie ujezdu nowogródzkiego, należącego do guberni słonimskiej (1796), litewskiej (1797–1801), a później grodzieńskiej i mińskiej Imperium Rosyjskiego. Po ustabilizowaniu się granicy polsko-radzieckiej w 1921 roku Tracewicze wróciły do Polski, znalazły się w gminie Cyryn, w powiecie nowogródzkim województwa nowogródzkiego. Od 1945 roku wieś znajdowała się na terenie w ZSRR, od 1991 roku – na terenie Republiki Białorusi.
We wsi stał stary, drewniany młyn wodny z I połowy XX wieku. Został rozebrany na przełomie 2012 i 2013 roku.
W 2009 roku Tracewicze liczyły 69 mieszkańców.

## Dawny dwór

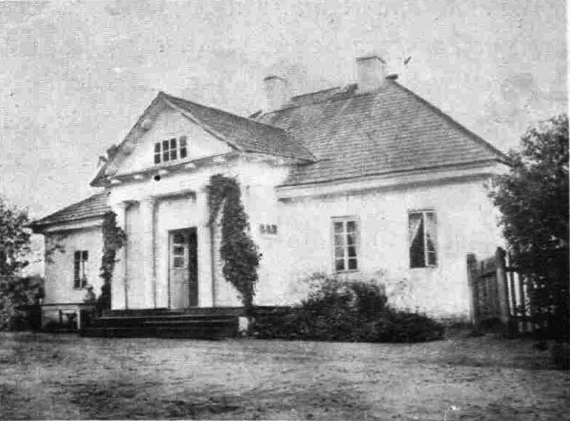
Dwór Rymszów w 1911 roku

Zapewne na początku XIX wieku Rymszowie wybudowali tu niewielki, klasycystyczny, parterowy dworek, na podmurówce i planie prostokąta, kryty wysokim, czterospadowym dachem gontowym z dwoma symetrycznie ustawionymi kominami. Od strony podjazdu był podwyższony portyk, którego dwie pary kolumn podtrzymywały trójkątny szczyt z prostokątnym okienkiem.
Obszar majątku wynosił około 400 ha. Między Tuhanowiczami a Tracewiczami istniała „górka Mickiewicza”, na której poeta lubił odpoczywać w czasie jego spacerów po okolicznych majątkach.
Dwór został zniszczony w czasie I wojny światowej, dziś pozostały resztki parku.
Majątek w Tracewiczach jest opisany w 2. tomie Dziejów rezydencji na dawnych kresach Rzeczypospolitej Romana Aftanazego.